# Guermessa
Guermessa es un pueblo tunecino, habitado por bereberes, ubicado en la Gobernación de Tataouine, en el sur de Túnez.

## Historia
Los habitantes de siglos anteriores vivían como agricultores y ganaderos en un modo de vida seminómada (trashumancia) que se mantuvo hasta la primera mitad del siglo XX. Los campos, a menudo en terrazas, recibían un poco de agua de lluvia en invierno y se cosechaban en abril, en verano se trasladaban con el ganado a las regiones más altas de las colinas de Dahar. Desde la década de 1940, este modo de vida se ha ido abandonando gradualmente, también debido a que el clima es cada vez más severo. Desde la década de 1990, Guermessa se ha convertido en un destino turístico poco visitado. Los pintorescos alrededores de las montañas de Dahar despliegan sus encantos especialmente en las primeras horas de la mañana o en la noche. La mezquita se construyó en la década de 1940 y tiene un minarete. La lengua bereber se ha extinguido en Guermessa, actualmente los habitantes del pueblo hablan en árabe tunecino.

## Geografía
Guermessa se encuentra en las montañas Dahar, una cadena de montañas casi desérticas, a una altitud de unos 350 metros sobre el nivel del mar y alrededor de 21 kilómetros de distancia en automóvil, al noroeste de Tataouine. La ciudad de Ghomrassen y el ksar de Hadada, están a unos 13 y 16 km al noreste, respectivamente. A unos 5 y 12 km en línea recta hacia el sur, se encuentran los pueblos bereberes de Chenini y Douiret.